# محمد فوزی (بازیکن فوتبال)
محمد فوزی (عربی: محمد فوزي؛ زاده ۲۲ فوریهٔ ۱۹۹۰) یک بازیکن فوتبال اهل امارات متحده عربی است.
وی همچنین در تیم ملی فوتبال امارات متحده عربی بازی کرده‌است.